# گمینا بوگوت-پیانکی
گمینا بوگوت-پیانکی (به لهستانی:  Gmina Boguty-Pianki) یک گمینا در لهستان است که در شهرستان اوستروف مازوویتسکا واقع شده‌است. گمینا بوگوت-پیانکی ۸۹٫۱۳ کیلومتر مربع مساحت و ۲٬۷۶۱ نفر جمعیت دارد.